# Het leven, een gebruiksaanwijzing
Het leven, een gebruiksaanwijzing is een Nederlandse radioserie van de VPRO. De serie van 14 afleveringen werd sinds 18 september 2016 uitgezonden als onderdeel van RadioDoc op NPO Radio 1 en gepubliceerd als podcast. Jair Stein en Katinka Baehr waren de eindredactie. Het team maakte eerder de radioseries Plots en Toendra. Het programma werd op 1 oktober aan het publiek gepresenteerd met een dansvoorstelling in De Brakke Grond tijdens het Oorzaken Festival.

## Inhoud
Iedere aflevering bestaat uit een documentaire waarin twee mensen vertellen over een gebeurtenis in hun leven, die te maken heeft met het onderwerp van de uitzending. De documentaire wordt ingeleid door de 85-jarige Margot de Boer, die de doorrookte stem en bulderende lach gemeen heeft met de voormalig VPRO-presentator Cor Galis.